# Лужандозеро
Лужандозеро — пресноводное озеро на территории Андомского сельского поселения Вытегорского района Вологодской области.

## Физико-географическая характеристика
Площадь озера — 4 км². Располагается на высоте 34,1 метров над уровнем моря.
Форма озера продолговатая: оно почти на четыре километра вытянуто с юго-запада на северо-восток. Берега каменисто-песчаные, преимущественно заболоченные.
Из юго-западной оконечности озера вытекает ручей Гуртниковский, впадающий с правого берега в реку Вытегру, впадающую, в свою очередь, в Онежское озеро.
Острова на озере отсутствуют.
К северо-восточной оконечности водоёма подходит просёлочная дорога.
Населённые пункты вблизи водоёма отсутствуют.
Код объекта в государственном водном реестре — 01040100511102000020002.